# Mimosa schomburgkii
Mimosa schomburgkii är en ärtväxtart som beskrevs av George Bentham. Mimosa schomburgkii ingår i släktet mimosor, och familjen ärtväxter. Inga underarter finns listade i Catalogue of Life.